# Liriomyza lopesi
Liriomyza lopesi este o specie de muște din genul Liriomyza, familia Agromyzidae, descrisă de Olivera și Silva în anul 1954. Conform Catalogue of Life specia Liriomyza lopesi nu are subspecii cunoscute.